# Phutthayotfa Chulalok
Phutthayotfa Chulalok, wcześniej USS Truett – amerykańska fregata typu Knox, służąca w latach 1974–1994 w Marynarce Wojennej USA pod nazwą USS „Truett” (FF-1095), a od 1994 do 2017 roku w marynarce Tajlandii jako „Phutthayotfa Chulalok”, o numerze burtowym: 461. Należała do dwóch fregat tego typu wypożyczonych Tajlandii. Zachowana jako okręt-muzeum.

## Historia
USS „Truett” był 44. jednostką z długiej serii 46 okrętów typu Knox, zbudowanych w amerykańskich stoczniach dla United States Navy na przełomie lat 60/70 XX wieku z przeznaczeniem do zwalczania okrętów podwodnych. Początkowo były one klasyfikowane jako eskortowce oceaniczne, a od 1975 roku jako fregaty, stąd okręt początkowo otrzymał numer burtowy DE-1095, zmieniony 1 lipca 1975 roku na FF-1095. „Truett” należał do ostatnich fregat tego typu, budowanych już wówczas tylko w stoczni Avondale Shipyards koło Nowego Orleanu.
Stępkę pod budowę USS „Truett” położono 27 kwietnia 1972 roku, a wodowano go 3 lutego 1973 roku. Otrzymał imię jako pierwszy okręt na cześć podoficera marynarki Quincy′ego Truetta (1932–1969), który podczas wojny w Wietnamie 20 stycznia 1969 roku zginął ratując załogę innej łodzi patrolowej, za co został odznaczony Krzyżem Marynarki. Okręt został przekazany marynarce 24 maja 1974 roku w stoczni Norfolk Naval Shipyard w Portsmouth.

## Opis
Wyporność standardowa okrętów typu Knox była określona na 3011 ts, a pełna na 4260 ts (odpowiednio 3059 i 4328 ton), aczkolwiek w literaturze są spotykane inne wartości. Długość wynosi 134 m, szerokość 14,3 m, zanurzenie 4,6 m, a maksymalnie 7,8 m z opływką sonaru.
Napęd stanowi jedna turbina parowa z przekładnią Westinghouse o mocy 35 000 shp. Parę zapewniają dwa wodnorurkowe kotły parowe – w przypadku większości okrętów, w tym „Truetta”, firmy Combustion Engineering, o ciśnieniu roboczym 84,4 at i temperaturze pary 510° C. Turbina napędza pojedynczą pięciopłatową śrubę o średnicy 4,57 m. Prędkość maksymalna wynosi 27 węzłów. Zapas paliwa płynnego wynosi 715 ton, co pozwala na zasięg 4000 Mm przy prędkości 22 węzły lub 4900 Mm przy 15 w. Okręt ponadto zabiera 35 t paliwa lotniczego.
Załoga fregat typu Knox początkowo liczyła 245 ludzi, w tym 17 oficerów, następnie 283 ludzi, w tym 22 oficerów, a pod koniec służby w USA 288 ludzi, w tym 17 oficerów. W służbie tajlandzkiej roczniki flot podają również 288 ludzi, w tym 17 oficerów.

### Uzbrojenie i wyposażenie

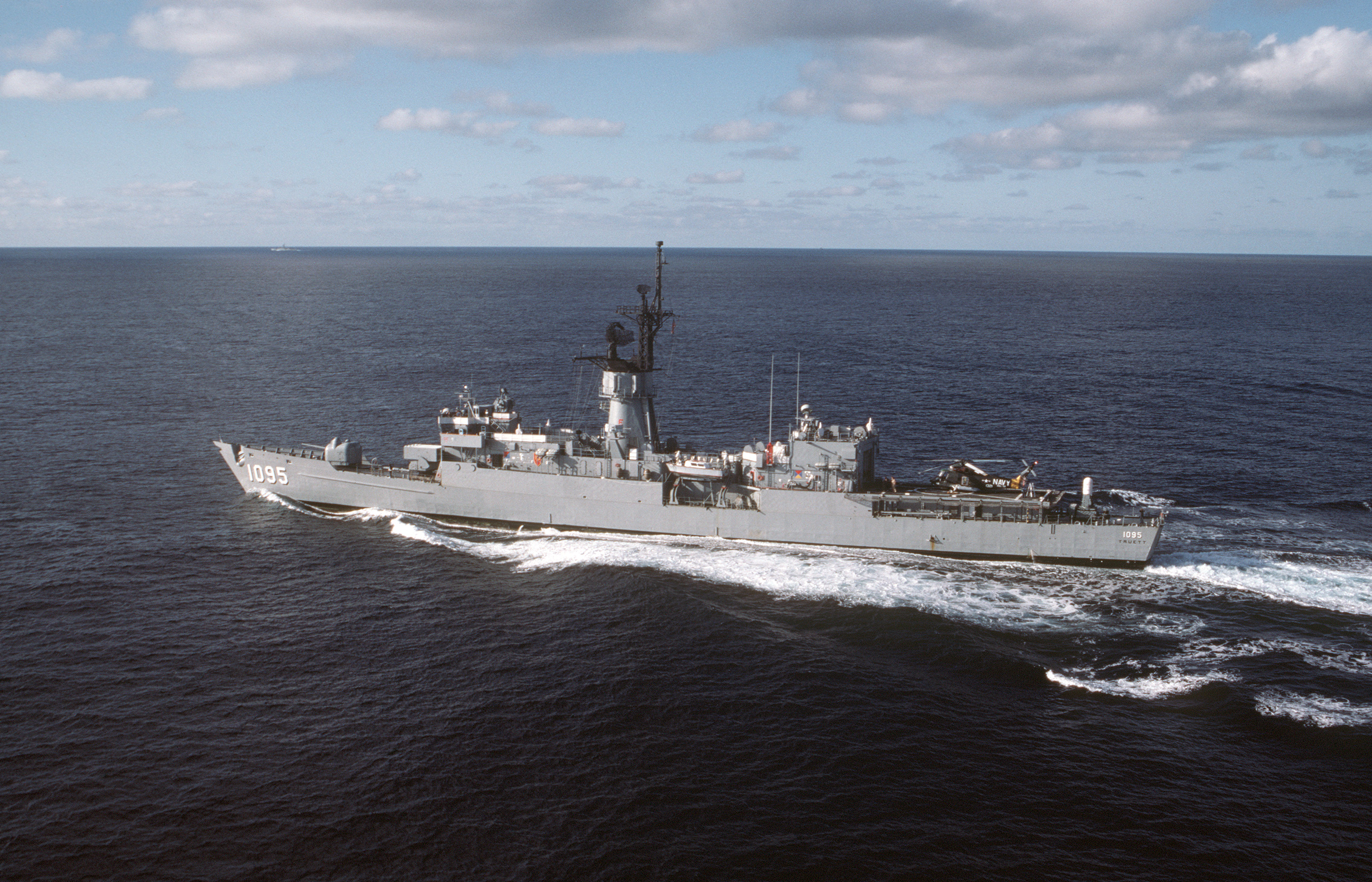
USS „Truett” w 1988.

Uzbrojenie artyleryjskie składa się z tylko jednej automatycznej armaty uniwersalnej kalibru 127 mm (5 cali) Mk 42 Mod. 9 o długości lufy 54 kalibrów (L/45). Długość lufy wynosi 6858 mm, kąt podniesienia lufy od -10° do +85°, a prędkość podniesienia 25°/s. Armata strzela pociskami o masie 31,75 kg z maksymalną prędkością wylotową 807 m/s. Donośność sięga 23 700 m, a do celów powietrznych 14 800 m. Zapas amunicji wynosi 600 pocisków. Szybkostrzelność wynosi do 20 strzałów na minutę. Armata jest zdalnie kierowana, a rezerwowo można prowadzić ogień do celów morskich z wieży.
Zasadniczym uzbrojeniem okrętów służącym do zwalczania okrętów podwodnych jest ośmioprowadnicowa kontenerowa obrotowa wyrzutnia Mk 16 rakietotorped RUR-5 ASROC, umieszczona między wieżą działa a nadbudówką. Wystrzeliwała rakietotorpedy przenoszące samonaprowadzające się torpedy Mk 44 Mod. 1, Mk 46 Mod. 2 lub Mk 46 Mod. 5, a w końcowym okresie służby tylko te ostatnie. Zasięg strzału wynosił do 9,1 lub 14 km (według innych źródeł, do 10 km). Zapas amunicji wynosi 16 rakietotorped. Dwie prowadnice następnie dostosowano do odpalania pocisków przeciwokrętowych RGM-84 Harpoon o zasięgu do 130 km (nie są używane w służbie meksykańskiej). Uzbrojenie przeciwpodwodne uzupełniają cztery stałe wyrzutnie lekkich torped kalibru 324 mm w ścianach nadbudówki na śródokręciu, strzelające po dwie na każdą z burt. Okręty przenoszą 22 torpedy Mk 46 Mod. 5.
„Truett” w toku służby nie został dozbrojony w wyrzutnię pocisków przeciwlotniczych bliskiego zasięgu RIM-7 Sea Sparrow na rufie, jak część okrętów. Między 1982 a 1988 rokiem otrzymał natomiast na rufie zestaw artyleryjski obrony bezpośredniej Phalanx CIWS, z działkiem sześciolufowym kalibru 20 mm i integralnym radarem.
Wyposażenie lotnicze fregat typu Knox początkowo stanowiły bezzałogowe śmigłowce do zwalczania okrętów podwodnych QH-50 DASH, lecz okazały się nieudane. Po modernizacji, począwszy od 1973 roku używane były na nich pojedyncze śmigłowce do zwalczania okrętów podwodnych SH-2F Seasprite LAMPS, przenoszące radar, detektor anomalii magnetycznych, boje sonarowe i dwie lekkie torpedy. Pomimo planów przekazania śmigłowców SH-2F i SH-2G, do Tajlandii fregata przekazana została bez śmigłowca i używany był tam na niej śmigłowiec transportowy Bell 212, uzbrojony jedynie w karabiny maszynowe M60, nieprzystosowany do zwalczania okrętów. 
Jak większość jednostek typu Knox, „Truett” otrzymał w toku służby sonar holowany SQS-35, następnie zamieniony na SQS-18. Do Tajlandii przekazany jednak został bez sonaru holowanego.

## Służba

### US Navy
USS „Truett” wszedł do służby w marynarce USA 1 czerwca 1974 roku. Pierwszym dowódcą był kmdr por. (Comdr.) James W. Egerton. Między 20 sierpnia a 18 października 1974 roku okręt odbył pierwszy rejs ćwiczebny i docierający mechanizmy do Indii Zachodnich. W maju 1975 roku zaokrętowano na niego śmigłowiec LAMPS. 8 sierpnia 1975 roku okręt przeszedł przez Kanał Panamski i wziął następnie udział w serii manewrów Unitas XVI z okrętami marynarek państw Ameryki Południowej, odwiedzając przy tym ich porty. Po okrążeniu przylądka Horn, 8 grudnia powrócił do bazy Norfolk.
Między 3 a 21 marca 1976 roku „Truett” brał udział w ćwiczeniach Safepass 76 z okrętami Stałego Zespołu Atlantyckiego NATO (Standing Naval Force Atlantic). Od czerwca do grudnia tego roku okręt sam wchodził w skład zespołu NATO na północnym Atlantyku, biorąc udział w ćwiczeniach i odwiedzając liczne porty zachodnioeuropejskie. 27 września 1977 roku wyszedł na Morze Śródziemne, działając tam w składzie VI Floty. 2 lutego 1978 roku przeszedł przez Kanał Sueski i następnie działał na wodach Morza Czerwonego i Zatoki Adeńskiej podczas wojny w Ogadenie. W kwietniu powrócił na Morze Śródziemne, a 25 kwietnia do Norfolk.
„Truett” został wycofany ze służby w US Navy 31 lipca 1994 roku.

### Tajlandia

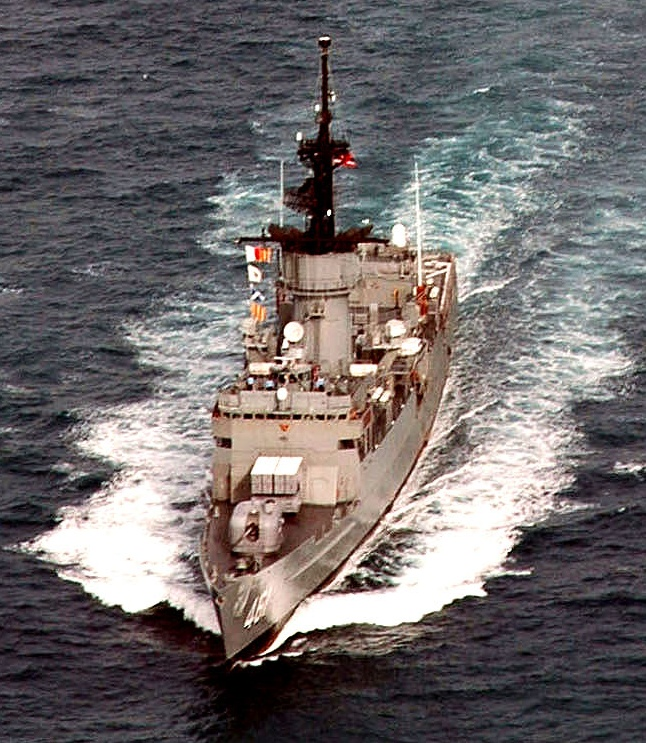
„Phutthayotfa Chulalok” w 2005

„Truett” był pierwszą z dwóch fregat typu Knox wydzierżawionych przez USA Tajlandii, do czego doszło 30 lipca 1994 roku. Początkowo umowa przewidywała pięcioletnią dzierżawę, lecz w 1999 roku została przedłużona. Okręt otrzymał nazwę: „Phutthayotfa Chulalok” (taj. เรือหลวงพุทธยอดฟ้าจุฬาโลก), od imienia króla Buddha Yodfa Chulaloka (spotykane jest kilka wariantów transkrypcji nazwy). Fregata nosiła numer burtowy: 461. Została następnie zakupiona przez Tajlandię.
Fregata została wycofana ze służby w 2017 roku. Została następnie w 2022 roku przekształcona w okręt-muzeum w bazie marynarki w zatoce Sattahip.